# Compañías Republicanas de Seguridad

Escudo de las CRS.

Las Compañías republicanas de seguridad (CRS) (en francés: Compagnies républicaines de sécurité) son una de las fuerzas de seguridad de la Policía Nacional francesa. Utilizados principalmente en misiones de seguridad general, pero la tarea por la que son más conocidos es el control de disturbios y manifestaciones.
El conjunto de las compañías depende de la Dirección central de las compañías republicanas de seguridad (en francés: Direction centrale des compagnies républicaines de sécurité (DCCRS), una dirección general de la Policía Nacional encargada de su mando y organización. 
En principios, las siglas "CRS" designan una compañía, pero en el lenguaje común francés un CRS es, por metonimia, un agente destinado en una Compañía Republicana de Seguridad. Por extensión se suele hablar de los CRS (en masculino) para referirse al cuerpo en general, reservándose el femenino para temas administrativos, legales o internos a la policía.
Su lema es: "Servir".
Los CRS tienen una doble obligación: movilidad y disponibilidad (365 días al año). Tienen por lo tanto una gran velocidad de actuación, para estar en un tiempo mínimo en el lugar de los acontecimientos.

## Historia

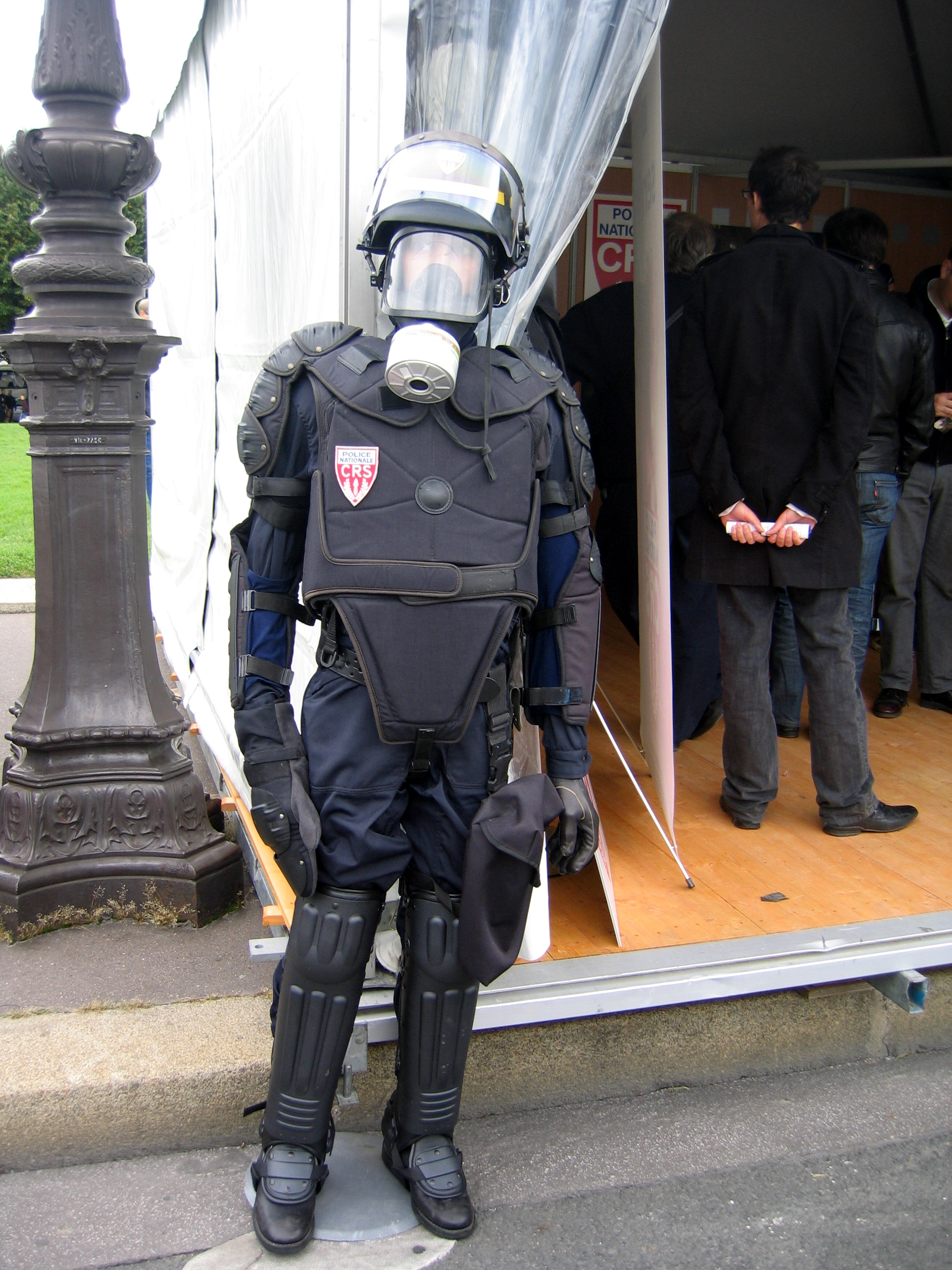
CRS con traje antidisturbios.

Las Compañías Republicanas de Seguridad fueron creadas en 1944 y reorganizadas en 1948. Conforman un cuerpo entrenado en las técnicas antidisturbios, y son herederas de los Groupes mobiles de réserve (GMR) (Grupos móviles de reserva), creados por el gobierno de Vichy y reorganizados en CRS después de la liberación de Francia.

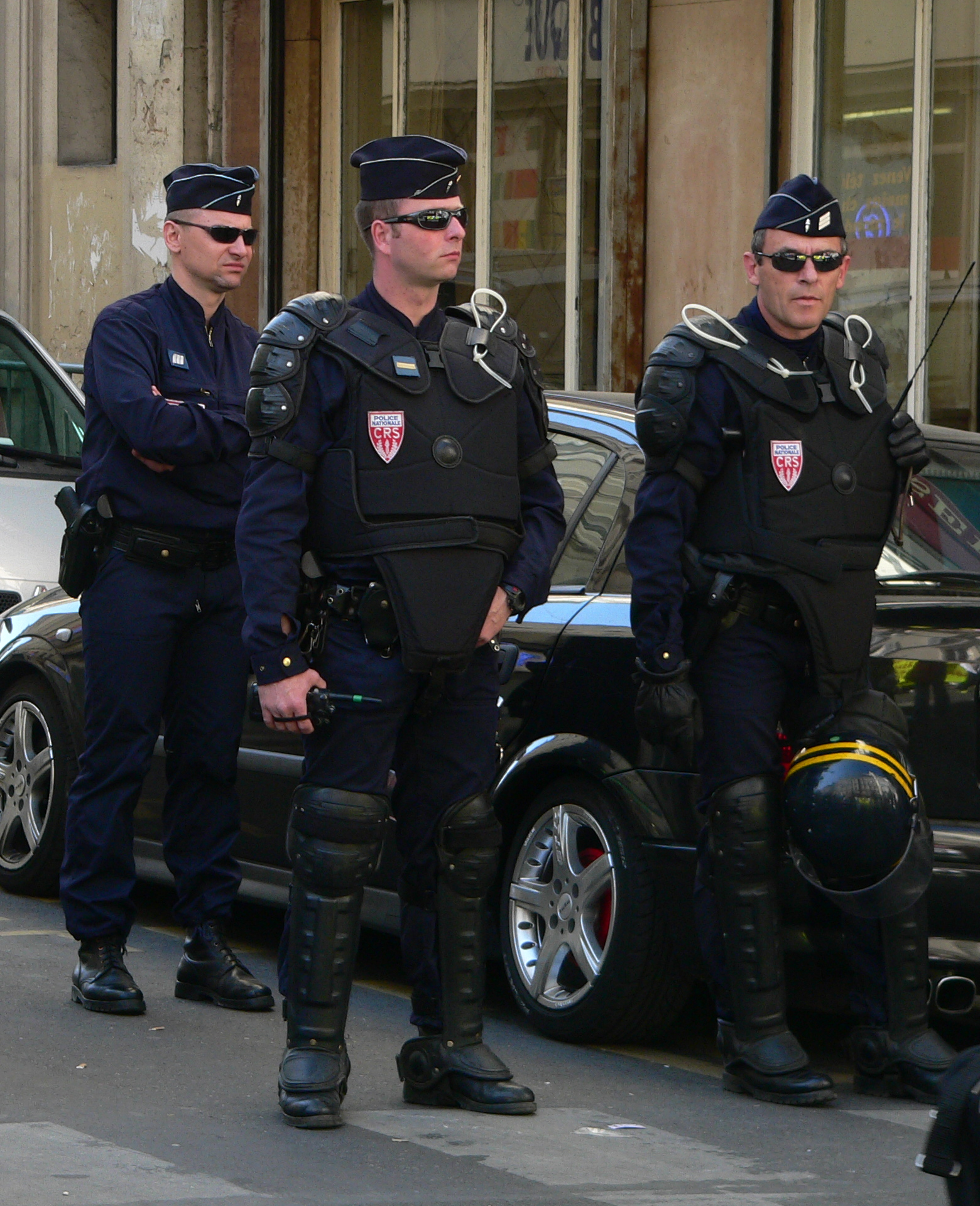
CRS en una operación de vigilancia.

Los simpatizantes comunistas procedentes de la Resistencia estaban en un principio muy presentes en las Compañías, pero cuando el Partido Comunista Francés (PCF) dejó de apoyar a los gobiernos de la posguerra y pasó a la oposición, se realizó una depuración de las CRS para limitar la presencia de los comunistas. Tras una manifestación sindical en Marsella que los CRS mayoritariamente comunistas se negaron a reprimir, en noviembre de 1947, varias compañías fueron disueltas y las CRS sometidas a una reorganización que eliminase de sus filas la influencia comunista.

## Funciones
Los CRS tomaron el relevo de los Gendarmes en la vigilancia y control de las manifestaciones, recurriendo a veces a la fuerza. Esa función hace que estén a menudo sujeto a vivas críticas.
Los CRS se encargan también de varias misiones de protección civil. Sirven para operaciones de prevención y seguridad de tráfico (Prévention et sécurité routières), para la vigilancia de las playas y zonas de baños (CRS Nageurs Sauveteurs), y para rescates en zonas de montañas (CRS Montagne). Existe una compañía, la CRS n.º 1, exclusivamente dedicada a los viajes oficiales tanto de personalidades extranjeras en viaje oficial a Francia como de personalidades francesas de viaje oficial en el extranjero. Ejercen estas misiones conjuntamente con el Service de Protection des Hautes Personnalités (SPHP) (Servicio de Protección de las Altas Personalidades).
Los CRS viven en cuarteles cuando están en desplazamiento. En este caso, todos los servicios operacionales, logísticos y administrativos de la compañía se desplazan con ella, asegurándole una completa autonomía y una gran capacidad de reacción en cualquier circunstancias.
La Dirección General de las CRS emplea alrededor de 13.000 funcionarios.
Existe un museo de las CRS, en los locales de las compañías n.º 1 y nº61, en Vélizy-Villacoublay, en las afueras de París.